# Баранова, Джамилия Эдуардовна
Джамилия Эдуардовна Баранова (5 марта 1995, д. Иштереки, Моргаушский район, Чувашия) — российская биатлонистка, призёр чемпионата России.

## Биография
В детстве занималась лыжными гонками, в середине 2010-х годов перешла в биатлон. Первый тренер — Моисеев Виталий Тимофеевич, также тренировалась в СШОР № 2 г. Чебоксары под руководством Павлова Валерия Михайловича, Салдимирова Г. П. Представляет Республику Чувашия.
Становилась неоднократным призёром первенства Приволжского ФО среди юниоров, в том числе победительницей в спринте. Призёр региональных юниорских соревнований в Чувашии.
В гонках Кубка России участвует с сезона 2015/16. В личных дисциплинах ни разу не попадала в топ-10.
Бронзовый призёр чемпионата России 2019 года в патрульной гонке и командной гонке в составе сборной Приволжского ФО.